# Desde lejos no se ve
Desde lejos no se ve es el segundo DVD del grupo musical de Argentina Los Piojos. Sacado a la venta a mediados de mayo de 2007, cuenta con los recitales dados en el estadio de Vélez Sársfield, los días 22 y 25 de mayo de 2004, en el estadio de River Plate, el 20 de diciembre de 2003 ante más de 70 mil personas, y en el estadio de Ferro, el 22 de octubre de 2004 ante más de 30 mil personas.

## Lista de canciones
- «Intro» / «Himno Nacional Argentino» [Estadio de Vélez Sarsfield]
- «Desde lejos no se ve» [Estadio de Vélez Sarsfield]
- «Ay ay ay» [Estadio de River Plate]
- «Quemado» (con fragmento de «No te pongas azul» de Sumo) [Estadio de River Plate]
- «Chac tu chac» [Estadio de River Plate]
- «Dientes de cordero» [Estadio de River Plate]
- «Llevatelo (Zapada)» (con Pappo) [Estadio de Vélez Sarsfield]
- «Amor de perros» (con Mimi Maura) [Estadio de River Plate]
- «Langostas» [Estadio de River Plate]
- «El farolito» de [Estadio de  Vélez Sarsfield]
- «Cruel» [Estadio de Ferro]
- «Como Alí» [Estadio de Ferro]
- «Fijate» [Estadio de River Plate]
- «Canción de cuna» [Estadio de River Plate]
- «No parés» (con Pappo) [Estadio de Vélez Sarsfield]
- «Tan solo» [Estadio de River Plate]

## Premios y nominaciones
| Año                 | Categoría | Trabajo              | Resultado |
| ------------------- | --------- | -------------------- | --------- |
| Premios Gardel 2008 | Mejor DVD | Desde lejos no se ve | Nominado  |

## Extras
- Grabación de «Al desierto» [Estudio Del Cielito Records].
- Grabación de «Entrando en tu ciudad» [Estudio Del Cielito Records].
- Grabación de «Canción de cuna» [Estudio Del Cielito Records].
- «Como Alí» (Video musical).
- Partido de metegol con el Pupi Zanetti.